# Inca Kola

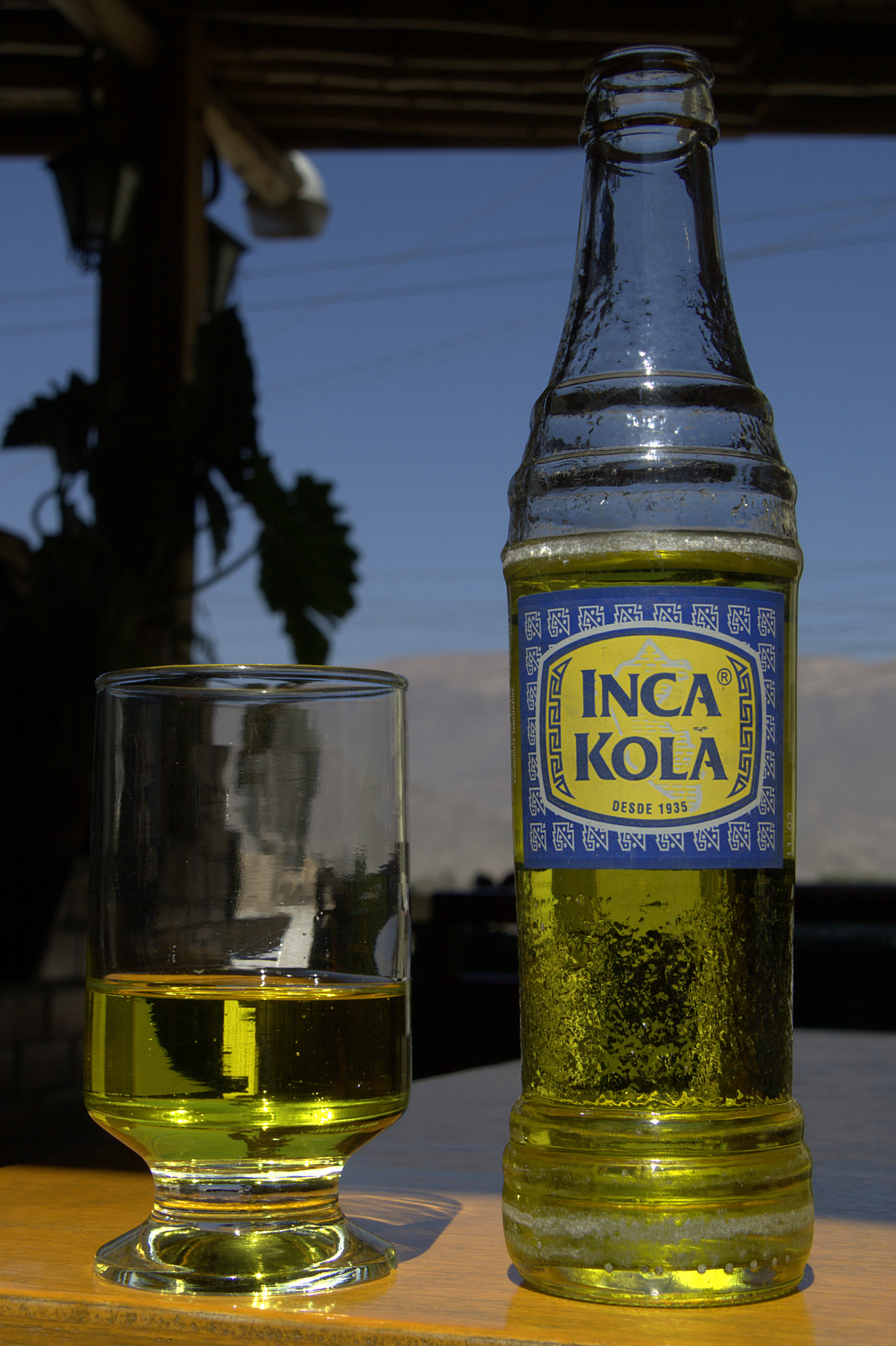
Inca Kola

Inca Kola ist eine Cola-Marke aus Peru, die 1935 vom britischen Immigranten John Lindley in Lima erfunden wurde. Ein Hauptbestandteil des Getränks entstammt dem Zitronenstrauch, in Peru Hierba Luisa genannt. Der süße Geschmack erinnert einige Konsumenten an Kaugummi. Seit 1935 wird das Getränk über den Handel angeboten.
Es ist einer der wenigen Softdrinks, die in bestimmten Ländern einen größeren Marktanteil haben als Coca-Cola. 1999 kaufte The Coca-Cola Company 49 % der Anteile seines Rivalen Lindley Corporation und erwarb die Namensrechte an Inca Kola außerhalb Perus. In Peru werden sie weiter von der Lindley Corporation gehalten, die im Gegenzug auch Coca-Cola für den peruanischen Markt abfüllt. Peruaner bevorzugen jedoch Inca Kola.
Inca Kola ist gelb-golden und wird in einer Dose der gleichen Farbe mit einem Inka-Motiv verkauft. Das Getränk ist auch in Glas- oder Plastikflaschen verschiedener Größen erhältlich.